# Министерство науки, технологий и инноваций Бразилии
Министерство науки, технологий и инноваций Бразилии (порт. Ministério da Ciência, Tecnologia e Inovação) — орган исполнительной власти Бразилии, который координирует научно-техническую деятельности в стране.

## Агентства при министерстве
- Управление финансирование исследований и проектов
- Национальный совет по научно-технологическому развитию
- Национальная атомная энергетическая комиссия
- Бразильский Центр физических исследований
- Национальный институт космических исследований
- Бразильское космическое агентство
- Бразильская национальная лаборатория научных вычислений
- Бразильский национальный институт теоретической и прикладной математики
- Бразильская национальная лаборатория синхротронного излучения
- Научно-исследовательский центр Ренато Арчера